# Laura Muscardin
Laura Muscardin (Roma, ...) è una regista e sceneggiatrice italiana.

## Biografia
Debutta nel mondo del cinema nel 1990 come assistente alla regia del film Una vita scellerata di Giacomo Battiato, collaborando poi anche con Pappi Corsicato, Marco Risi e Florestano Vancini. 
Dopo aver diretto il cortometraggio Le coeur - Il cuore nel 1998, nel 2001 dirige il film Giorni, una storia d'amore omosessuale con Thomas Trabacchi e Riccardo Salerno. Nel 2002 il film vince il premio come miglior film al Seattle Lesbian & Gay Film Festival, il premio al talento emergente al Outfest e una menzione speciale al Milan International Lesbian and Gay Film Festival. 
Nel 2007 dirige il film Billo - Il grand Dakhaar, nel 2009 serie televisiva francese La vie est à nous, alcuni episodi di Tutti pazzi per amore e l'intera serie Tutti pazzi per amore 3. 

## Filmografia

### Regista

#### Cortometraggi
- Charlie & il serpente (1996)
- Le coeur - Il cuore (1998)
- Carla si è chiusa in bagno (1999)

#### Documentari
- Black Taxi (1993)
- Tea on the set (1995)
- Vernichtung Baby (1995)
- Baci da Roma (2000)
- Viva Verdi (2000)
- Figli di Roma città aperta (2005)

#### Lungometraggi
- Giorni (2001)
- Billo - Il grand Dakhaar (2007)
- La guerra di Cam (2020)

#### Televisione
- La vie est à nous, 4 episodi - serie TV (2009)
- Tutti pazzi per amore, 78 episodi - serie TV (2008-2011)
- Matrimoni e altre follie, 12 episodi - serie TV (2016)
- Il Santone - #lepiùbellefrasidiOscio - serie TV (2022-2024)

### Sceneggiatrice

#### Documentari
- Capitali coraggiosi - Storie di imprenditori italiani, regia di Andrea Prandstraller (1999)

#### Lungometraggi
- Giorni, regia di Laura Muscardin (2001)
- Billo - Il grand Dakhaar, regia di Laura Muscardin (2007)
- La guerra di Cam, regia di Laura Muscardin (2020)